# San Carlos
San Carlos là một khu tự quản thuộc tỉnh Río San Juan, Nicaragua. Khu tự quản San Carlos có diện tích 1444 ki lô mét vuông. Đến thời điểm năm 2005, huyện San Carlos có dân số 37461 người.